# Mood Muzik: The Worst of Joe Budden
Albums de Joe Budden
Joe Budden
(2003) Mood Muzik 2: Can It Get Any Worse?
(2005)
Mood Muzik: The Worst of Joe Budden est la première mixtape de Joe Budden, sortie le 9 décembre 2003. 
L'album a été réédité en 2005 chez On the Low Records puis en 2009, sous le titre Mood Muzik 1, chez Amalgam Digital.

## Liste des titres
| No  | Titre                                         | Contient un (des) sample(s) de     | Durée |
| --- | --------------------------------------------- | ---------------------------------- | ----- |
| 1.  | I Want You Back                               | I Want You de Marvin Gaye          | 4:45  |
| 2.  | Freestyle (featuring A-Team et Stack Bundles) |                                    | 4:22  |
| 3.  | Breathe (featuring Stack Bundles)             |                                    | 3:24  |
| 4.  | Cut 2 Nite                                    |                                    | 3:56  |
| 5.  | Oh My God (featuring Fabolous et Paul Cain)   |                                    | 4:19  |
| 6.  | Through the Wire                              |                                    | 2:48  |
| 7.  | Find a Way                                    |                                    | 6:42  |
| 8.  | Bullshit Rappers & Metaphors                  |                                    | 3:54  |
| 9.  | Fight Muzik                                   |                                    | 1:45  |
| 10. | The Pump                                      |                                    | 2:55  |
| 11. | Where I'm From                                |                                    | 1:37  |
| 12. | Def Jam Diss                                  |                                    | 3:01  |
| 13. | Only Girl                                     |                                    | 3:12  |
| 14. | Sing for a Moment                             |                                    | 4:16  |
| 15. | So Lonely                                     |                                    | 3:24  |
| 16. | Last Real Nigga Alive                         |                                    | 3:23  |
| 17. | The Truth                                     |                                    | 2:01  |
| 18. | Freestyle                                     |                                    | 2:32  |
| 19. | This Is For                                   |                                    | 3:28  |
| 20. | Rest in Peace                                 | In the Air Tonight de Phil Collins | 4:24  |
| 21. | Walk With Me                                  |                                    | 2:54  |
| 22. | Calm Down                                     |                                    | 1:59  |
| 23. | Heaven or Hell                                |                                    | 4:10  |